# بطولة العالم للأندية 2001
بطولة العالم للأندية 2001، بطولة من تنفيذ الاتحاد الدولي لكرة القدم فيفا كان مقرر لها أن تقام في إسبانيا عام 2001 كنسخة ثانية بعد النسخة الأولى في البرازيل 2000، ولكنها ألغيت بدون إقامة أية مباراة كنتيجة مباشرة لإفلاس شركة ISL (اختصاراً لInternational Sport and Leisure) والتي كانت ترعى بطولات الفيفا في ذاك الوقت.

## الفرق المتأهلة
| ديبورتيفو لاكورونيا (المضيف) | إسبانيا   | بطل الدوري الإسباني 1999–2000                                |
| بالميراس                     | البرازيل  | وصيف كوبا ليبرتادوريس 2000                                   |
| بوكا جونيورز                 | الأرجنتين | بطل كوبا ليبرتادوريس 2000                                    |
| الهلال                       | السعودية  | بطل كأس السوبر الآسيوي 2000                                  |
| هارتس أوف أوك                | غانا      | بطل دوري أبطال أفريقيا 2000                                  |
| لوس أنجلوس غلاكسي            | أمريكا    | بطل كأس أبطال الكونكاكاف 2000                                |
| جوبيلو إيواتا                | اليابان   | بطل كأس السوبر الآسيوي 1999                                  |
| وولونغونغ وولفز              | أستراليا  | بطل بطولة الأندية الأوقيانية 2001                            |
| الزمالك                      | مصر       | بطل كأس الكؤوس الإفريقية 2000                                |
| غلطة سراي                    | تركيا     | بطل كأس الاتحاد الأوروبي 1999–2000 وكأس السوبر الأوروبي 2000 |
| ريال مدريد                   | إسبانيا   | بطل دوري أبطال أوروبا 1999–2000                              |
| أولمبيا                      | هندوراس   | وصيف كأس أبطال الكونكاكاف 2000                               |

## المجموعات

### المجموعة أ
- بوكا جونيورز
- ديبورتيفو لاكورونيا
- الزمالك
- وولونغونغ وولفز

### مجموعة ب
- الهلال
- غلطة سراي
- أولمبيا
- بالميراس

### مجموعة ج
- هارتس أوف أوك
- ريال مدريد
- لوس أنجلوس غلاكسي
- جوبيلو إيواتا